# 유라이 쿠츠카
유라이 쿠츠카(슬로바키아어: Juraj Kucka, 1987년 2월 26일 ~ )는 슬로바키아의 축구 선수로 포지션은 수비형 미드필더이다. 현재는 슬로바키아 수페르리가 슬로반 브라티슬라바에서 뛰고 있다.

## 같이 보기
- A매치 100경기 이상 출전한 축구 선수 명단